# 斯比高地
85°13′S 171°15′W / 85.217°S 171.250°W
斯比高地是南極洲的高地，位於杜費克海岸，屬於毛德王后山脈的一部分，長28公里、寬9公里，該地區現時由南極條約體系管理。